# سوزی لاولور
سوزی لاولور (انگلیسی: Suzy Lawlor؛ زادهٔ ۱۹۸۴) بازیگر اهل جمهوری ایرلند است. وی از سال ۲۰۰۵ میلادی تاکنون مشغول فعالیت بوده‌است.